# Fraccionamiento un Nuevo Horizonte para Guerrero
Fraccionamiento un Nuevo Horizonte para Guerrero är en ort i Mexiko.   Den ligger i kommunen Arcelia och delstaten Guerrero, i den södra delen av landet, 170 km sydväst om huvudstaden Mexico City. Fraccionamiento un Nuevo Horizonte para Guerrero ligger 403 meter över havet och antalet invånare är 126.
Terrängen runt Fraccionamiento un Nuevo Horizonte para Guerrero är kuperad åt sydost, men åt nordväst är den platt. Runt Fraccionamiento un Nuevo Horizonte para Guerrero är det ganska glesbefolkat, med 38 invånare per kvadratkilometer. Närmaste större samhälle är Arcelia, 1,9 km nordost om Fraccionamiento un Nuevo Horizonte para Guerrero. I omgivningarna runt Fraccionamiento un Nuevo Horizonte para Guerrero växer huvudsakligen savannskog.